# (10030) Philkeenan
(10030) Philkeenan ist ein Asteroid des Hauptgürtels, der am 30. August 1981 vom US-amerikanischen Astronomen Edward L. G. Bowell an der Anderson Mesa Station (IAU-Code 688) des Lowell-Observatoriums in Coconino County entdeckt wurde.
Der Asteroid wurde am 5. Juli 2001 nach dem US-amerikanischen Astronomen und Mitarbeiter des Perkins-Observatoriums Philip C. Keenan (1908–2000) benannt, der zusammen mit William Wilson Morgan das nach ihnen benannte MK-System System in der Spektralklassifikation entwickelte.